# Province de Tōtōmi
Tōtōmi (遠江国, Tōtōmi-no kuni) est une ancienne province du Japon qui occupait la région ouest de l'actuelle préfecture de Shizuoka.

Carte des anciennes provinces du Japon avec Tōtōmi mise en évidence.

Le château qui protégeait la province se situait près de la ville moderne d'Iwata. Cependant, pendant la période Sengoku, la ville ayant le plus de pouvoir était Hamamatsu. La province de Tōtōmi était contrôlée par le clan Imagawa qui l'unifia en 1496 et, plus tard, elle tomba sous le contrôle de Ieyasu Tokugawa, qui la gouvernait depuis la région du Kanto.

## Clans de la province
- Clan Ii
- Clan Imagawa
- Clan Katsumada
- Clan Yokota